# Cauldstane Slap
Cauldstane Slap ist ein Pass über die Pentland Hills in Schottland. Er markiert die Grenze zwischen den benachbarten Council Areas West Lothian und Scottish Borders beziehungsweise historisch die Grenze zwischen Edinburghshire und Peeblesshire.

## Geographie
Rund sechs Kilometer südöstlich des Stadtrands von Livingston ist das Water of Leith vor der Westflanke der Pentland Hills zum Harperrig Reservoir aufgestaut. Von dort führt ein Pfad zum Coldstane Slap, welcher auf 441 Höhenmetern den Sattelpunkt zwischen West Cairn Hill und East Cairn Hill markiert. Der Pfad setzt sich in südsüdöstlicher Richtung fort und trifft zwischen Byrehope Mount und Mount Maw auf das Baddinsgill Reservoir. Der Weg folgt dem Lauf des abfließenden Lyne Waters, um zwischen Faw Mount und King Seat bei West Linton seinen südöstlichen Abschluss zu finden. Der gesamte Passweg über die Pentland Hills besitzt eine Länge von rund acht Kilometern.

## Geschichte
Historisch besaß der Passweg bis in das frühe 20. Jahrhundert Bedeutung für den Viehhandel. Jährlich wurden bis zu 150.000 Tiere über den Pass getrieben. Die teils den weiten Weg aus den Highlands kommenden Händler suchten die Viehmärkte Nordenglands zu erreichen. Dies zog auch Diebesbanden an, welche die Händler auf dem Passweg überfielen. Deshalb ist der Pfad selbst auf heutigen Karten noch teils als Thieves Road („Diebesstraße“) markiert. Auch die Covenanters des 17. Jahrhunderts nutzten den Cauldstane Slap. Sie hielten geheime Treffen in den Tälern um den Pfad ab.